# Turinge socken
Turinge socken i Södermanland ingick i Öknebo härad, ingår sedan 1999 i Nykvarns kommun och motsvarar från 2016 Turinge distrikt.
Socknens areal är 122,50 kvadratkilometer, varav 106,11 land. År 2000 fanns här 7 112 invånare. Tätorten Nykvarn med Nykvarns herrgård, säteriet Sundsör, gården Bommersvik samt sockenkyrkan Turinge kyrka ligger i socknen.  

## Administrativ historik
Turinge socken har medeltida ursprung. 
Vid kommunreformen 1862 övergick socknens ansvar för de kyrkliga frågorna till Turinge församling och för de borgerliga frågorna till Turinge landskommun. Landskommunen ingick 1971-1998 i Södertälje kommun och ingår från 1999 i Nykvarns kommun. Församlingen uppgick 2002 i Turinge-Taxinge församling.
1959 överfördes den obebodda fastigheten Lövdal 1:2, med en areal av 0,47 kvadratkilometer, varav allt land, till Taxinge socken.
1 januari 2016 inrättades distriktet Turinge, med samma omfattning som församlingen hade 1999/2000.
Socknen har tillhört län, fögderier, tingslag och domsagor enligt vad som beskrivs i artikeln Öknebo härad.  De indelta båtsmännen tillhörde Första Södermanlands båtsmanskompani.

## Geografi

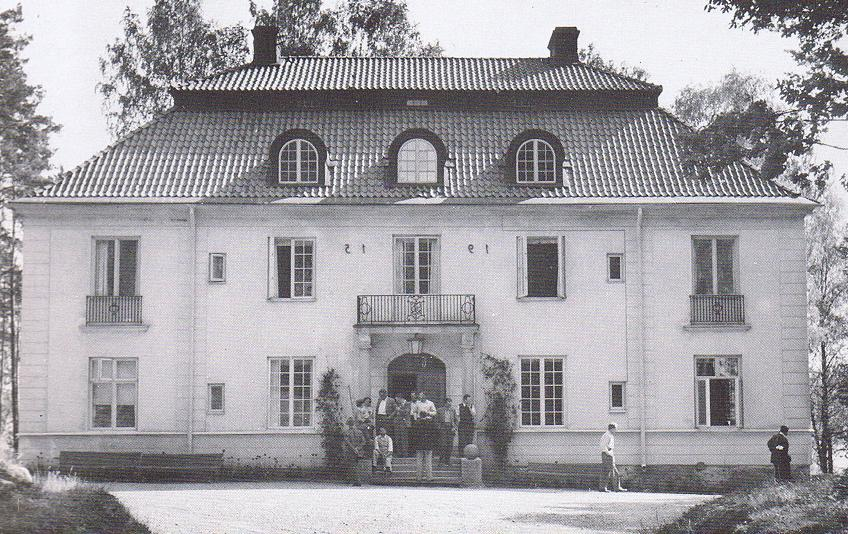
Gården Bommersvik.

Turinge socken ligger nordväst om Södertälje med Mälaren i nordväst sjö Yngern i söder.  Socknen har odlingsbygd i sin mellersta del och är i övrigt en kuperad skogsbygd.

## Fornlämningar

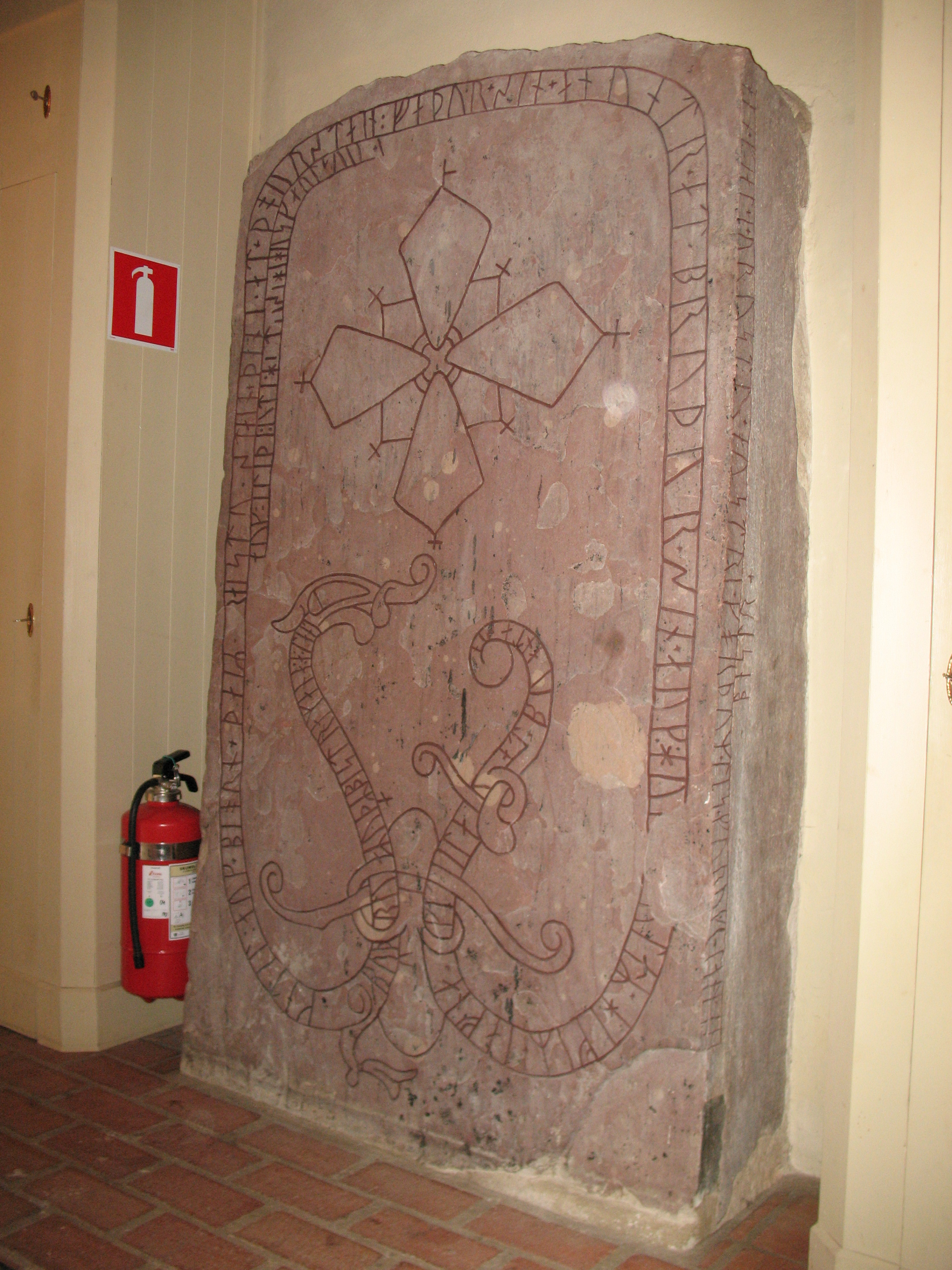
Runstenen Sö 338 i kyrkan.

Boplatser från stenåldern är funna. Från bronsåldern finns flera gravrösen, skärvstenshögar och skålgropar. Från järnåldern finns 45 gravfält och fyra fornborgar. En runsten Sö 338 är inmurad i kyrkan.

## Namnet
Namnet (1200-talets senare del Thorungi) är ett bygdenamn med efterleden inbyggarbeteckningen inge/unge. Förleden kommer från sjön Turingen som innehåller thor(a), 'den bergiga sjön, sjön med höglänta stränder'.

## Bildgalleri

Vy mot Turinge kyrka, 1900-tal.
Under tidigt 1900-talet syns redan elledningen som dragits genom socknen.
Vattenvägarna spelade en stor roll i olika gårdars utveckling, till exempel i Vidbynäs gårds fall.